# 丽克·瑟比·汉森
丽克·瑟比·汉森（Rikke Søby Hansen，1995年2月1日—），丹麥女子羽毛球運動員。

## 主要比賽成績
只列出曾進入準決賽的國際賽事成績：
| 年份   | 賽事                     | 公開賽級別 | 項目     | 拍檔                 | 成績   |
| ------ | ------------------------ | ---------- | -------- | -------------------- | ------ |
| 2011年 | 歐洲青年羽毛球錦標賽     | 其他       | 混合團體 | －                   | 準決賽 |
| 2012年 | 匈牙利羽毛球國際賽       | 國際系列賽 | 女子雙打 | 茱莉·芬尼-易普森     | 亞軍   |
| 2013年 | 愛沙尼亞羽毛球國際賽     | 國際系列賽 | 女子雙打 | 茱莉·芬尼-易普森     | 亞軍   |
| 2013年 | 歐洲青年羽毛球錦標賽     | 其他       | 混合團體 | －                   | 冠軍   |
| 2013年 | 歐洲青年羽毛球錦標賽     | 其他       | 女子雙打 | 茱莉·芬尼-易普森     | 亞軍   |
| 2013年 | 克羅地亞羽毛球國際賽     | 國際系列賽 | 女子雙打 | 茱莉·芬尼-易普森     | 亞軍   |
| 2013年 | 克羅地亞羽毛球國際賽     | 國際系列賽 | 混合雙打 | 尼克拉斯·诺尔        | 冠軍   |
| 2013年 | 挪威羽毛球國際賽         | 國際系列賽 | 女子雙打 | 茱莉·芬尼-易普森     | 冠軍   |
| 2013年 | 挪威羽毛球國際賽         | 國際系列賽 | 混合雙打 | 亚历山大·邦德        | 亞軍   |
| 2014年 | 歐洲女子羽毛球團體錦標賽 | 其他       | 女子團體 | －                   | 冠軍   |
| 2014年 | 克羅地亞羽毛球國際賽     | 國際系列賽 | 女子雙打 | 茱莉·芬尼-易普森     | 冠軍   |
| 2014年 | 愛爾蘭羽毛球公開賽       | 國際挑戰賽 | 女子雙打 | 茱莉·芬尼-易普森     | 亞軍   |
| 2015年 | 愛爾蘭羽毛球公開賽       | 國際挑戰賽 | 女子雙打 | 茱莉·芬尼-易普森     | 亞軍   |
| 2016年 | 比利時羽毛球國際賽       | 國際挑戰賽 | 女子雙打 | 茱莉·芬尼-易普森     | 亞軍   |
| 2016年 | 挪威羽毛球國際賽         | 國際系列賽 | 女子雙打 | 茱莉·芬尼-易普森     | 冠軍   |
| 2016年 | 蘇格蘭羽毛球大獎賽       | 大獎賽     | 女子雙打 | 茱莉·芬尼-易普森     | 準決賽 |
| 2016年 | 愛爾蘭羽毛球公開賽       | 國際挑戰賽 | 女子雙打 | 茱莉·芬尼-易普森     | 亞軍   |
| 2017年 | 西班牙羽毛球國際賽       | 國際挑戰賽 | 女子雙打 | 茱莉·芬尼-易普森     | 準決賽 |
| 2018年 | 歐洲羽毛球女子團體錦標賽 | 其他       | 女子團體 | －                   | 冠軍   |
| 2018年 | 荷蘭羽毛球公開賽         | 超級100賽  | 混合雙打 | 馬蒂亞斯·貝爾-斯密特 | 準決賽 |
| 2019年 | 歐洲羽毛球混合團體錦標賽 | 其他       | 混合團體 | －                   | 冠軍   |
| 2019年 | 瑞士羽毛球公開賽         | 超級300賽  | 混合雙打 | 馬蒂亞斯·貝爾-斯密特 | 冠軍   |
| 2019年 | 芬蘭羽毛球公開賽         | 國際挑戰賽 | 混合雙打 | 馬蒂亞斯·貝爾-斯密特 | 亞軍   |
| 2019年 | 西班牙羽毛球國際賽       | 國際挑戰賽 | 混合雙打 | 馬蒂亞斯·貝爾-斯密特 | 亞軍   |
| 2019年 | 蘇格蘭羽毛球公開賽       | 國際挑戰賽 | 混合雙打 | 馬蒂亞斯·貝爾-斯密特 | 亞軍   |
| 2020年 | 西班牙羽毛球大師賽       | 超級300賽  | 混合雙打 | 馬蒂亞斯·貝爾-斯密特 | 準決賽 |
| 2021年 | 荷蘭羽毛球公開賽         | 國際挑戰賽 | 混合雙打 | 米克尔·米克尔森      | 冠軍   |
| 2021年 | 愛爾蘭羽毛球公開賽       | 國際挑戰賽 | 混合雙打 | 米克尔·米克尔森      | 亞軍   |
| 2022年 | 歐洲羽毛球錦標賽         | 其他       | 混合雙打 | 米克爾·米克爾森      | 季軍   |
| 2023年 | 歐洲羽毛球混合團體錦標賽 | 其他       | 混合團體 | －                   | 冠軍   |
| 2023年 | 比利時羽毛球國際賽       | 國際挑戰賽 | 混合雙打 | 米克尔·米克尔森      | 亞軍   |

| 2007-2017年 | 首要超級賽 | 超級賽 | 黃金大獎賽 | 大獎賽 | 國際挑戰賽 | 國際系列賽 | 未來系列賽 | 其他 |

| 2018-2026年 | 總決賽 | 超級1000賽 | 超級750賽 | 超級500賽 | 超級300賽 | 超級100賽 | 國際挑戰賽 | 國際系列賽 | 未來系列賽 | 其他 |

### 奧運會和世錦賽參賽紀錄
|          | 搭檔             | 2017 | 2021 | 2022 |
| -------- | ---------------- | ---- | ---- | ---- |
| 女子雙打 | 茱莉·芬尼-易普森 | 64強 | －   | －   |
|          |                  |      |      |      |
| 混合雙打 | 米克尔·米克尔森  | －   | 32強 | 64強 |